# Montevergine

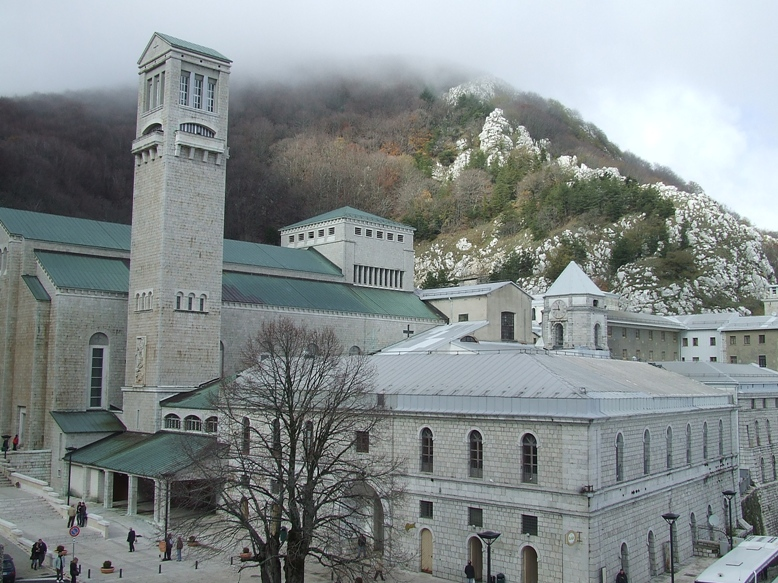
Sanktuarium Montevergine

Montevergine, zwane również jako Partenio oraz Monti di Avella – wapienny masyw górski w  środkowych Włoszech, w Kampanii, będący częścią Apeninów. Najbliższym większym miastem jest Avellino. Zbocza porośnięte są lasem bukowym z domieszką kasztanowca. Wysokość masywu dochodzi do 1480 m n.p.m.

## Sanktuarium di Santa Maria Montevergine
Pod jednym ze szczytów – na wysokości 1270 m n.p.m. – znajduje się Sanktuarium Montevergine, które przyciąga rzesze pielgrzymów. Zostało ono wybudowane nieopodal ruin świątyni Kybele. Konsekracja odbyła się 25 maja 1124. Sanktuarium składa się z kościoła i klasztoru z apartamentami dla gości. Na przestrzeni lat wszystkie budynki poddane zostały gruntownej renowacji. Pałac opatów został zaprojektowany na ośmiokątnym planie przez Domenico Antonio Vaccaro. W nowej bazylice, wybudowanej w 1961, znajduje się bizantyńska ikona Czarnej Madonny z XIII wieku (1290), znana jako "Madonna Bruna" lub "Mamma Schiavona". Sanktuarium pełni funkcję katedralną dla Opactwa Terytorialnego Montevergine.
11 czerwca 1988 opactwo odwiedził papież Jan Paweł II.